# Ivan Turina
Ivan Turina (Zagreb, 3. listopada 1980. − Stockholm, 2. svibnja 2013.), bio je hrvatski nogometni vratar.

## Klupska karijera
Prijašnji klubovi: NK Dubrava, NK Croatia Sesvete, NK Dinamo Zagreb, NK Kamen Ingrad, NK Osijek, Skoda Xanthi, Lech Poznan i AIK Stockholm.

### Karijera u Dinamu
Nogometnu karijeru započeo je u Dinamovoj omladinskoj školi a početkom 2002. godine bio je posuđen Kamen Ingradu.

## Reprezentativna karijera
Bio je član svih mladih selekcija Hrvatske, od pionirske do mlade. Imao je 10 nastupa za hrvatsku nogometnu reprezentaciju u dobnim uzrastima: do 17, do 19 i do 20. Svoj jedini međunarodni nastup za Hrvatsku A nogometnu reprezentaciju ostvario je 1. veljače 2006. godine u prijateljskom susretu protiv Hong Konga na Carlsberg kupu 2006., u utakmici za treće mjesto. Hrvatska je pobijedila s 4:0, a Turina je ušao u igru u 46. minuti utakmice umjesto Didulice.

## Smrt
Dana 2. svibnja 2013. umro je u snu u svom stanu u Stockholmu zbog zatajenja srca.
Pokopan je 17. svibnja 2013. na zagrebačkom groblju Miroševec. Na ispraćaju je bila cijela momčad Dinama, Lokomotive te švedskog AIK-a.

## Priznanja

### Klupska priznanja
Dinamo Zagreb
- Prvak Hrvatske (3): 2006., 2007., 2010.
- Hrvatski nogometni kup (2): 2004., 2007.
- Hrvatski nogometni superkup (1): 2006.

Lech Poznań
- Poljski nogometni kup (1): 2009.

## Vanjske poveznice
- Posljednji Ivanov intervju: U Stockholmu su me toliko zavoljeli
- Ivan Turina na hnl-statistika.com
- Arhivirana inačica izvorne stranice od 19. veljače 2021. (Wayback Machine) [VIDEO] Oproštaj AIK-a od Ivana Turine (TV4)